# ایران در المپیک
از نخستین حضور رسمی ایران در المپیک در بازی‌های المپیک تابستانی ۱۹۴۸ تا بازی‌های المپیک تابستانی ۲۰۲۴، ورزشکاران ایرانی موفق شدند تا در مجموع ۸۸ مدال برای کشورشان تصاحب کنند. ۲۷ مدال طلا، ۲۹ مدال نقره و ۳۲ مدال برنز حاصل تلاش ۷۰ ورزشکار ایرانی در ۱۹ دوره از بازی‌های تابستانی المپیک می‌باشد.
نخستین حضور یک ایرانی در بازی‌های المپیک، مربوط به دومین المپیک در پاریس می‌باشد. در این دوره، فریدون ملکم در رشته اپه، در قسمت انفرادی به مصاف رقیب خود رفت و با شکست و حذف در همان دور اول به کار خود پایان می‌دهد.
اولین ایرانی که در مسابقات المپیک مدال گرفت جعفر سلماسی بود که در المپیک ۱۹۴۸ لندن در وزن ۶۰ کیلوگرم وزنه‌برداری برنز گرفت. امامعلی حبیبی اولین برنده مدال طلای ایران در المپیک ۱۹۵۶ ملبورن در کشتی آزاد بود.
نخستین زن ایرانی که در مسابقات المپیک مدال گرفت کیمیا علیزاده بود که در المپیک ۲۰۱۶ ریو در وزن ۵۷ کیلوگرم تکواندو برنز گرفت. همچنین وی با کسب این مدال در سن ۱۸ سالگی، عنوان جوان‌ترین مدال‌آور ورزش ایران در تاریخ المپیک‌ها را نیز در اختیار دارد؛ پیش از او ناصر گیوه‌چی در المپیک ۱۹۵۲ هلسینکی، ۱۹ ساله بود که نقره گرفت.
ایران تا به کنون مجموعاً ۱۹ بار (۲۷ طلا)؛ یک بار در دوران قاجار (سال ۱۹۰۰) و ۸ بار در در دوران پهلوی (۴ طلا) و ۱۰ بار در دوران جمهوری اسلامی (۲۳ طلا) در المپیک شرکت نموده است. گفتنی است المپیک از سال ۱۸۹۶ تا ۲۰۲۰؛ ۲۹ مرتبه اجرا شده است که ایران در دوران قاجار ۶ مرتبه، پهلوی ۳ مرتبه و جمهوری اسلامی ۲ مرتبه در المپیک شرکت ننمود. بعد از انقلاب سال ۱۳۵۷ ایران دو دوره پیاپی المپیک را تحریم کرد.
تحریم بازی‌های المپیک تابستانی ۱۹۸۰ مسکو از سوی ایران آسان صورت نگرفت. در میان دولتمردان ایران در آن سال‌ها برخی موافق و برخی مخالف حضور ایران در بازی‌های المپیک مسکو بودند. اما نهایتاً مخالفان با این استدلال که شوروی در حال جنگ با کشور اسلامی افغانستان است، مانع از حضور ایران در بازی‌های المپیک مسکو شدند.
دربارهٔ تحریم بازی‌های المپیک تابستانی ۱۹۸۴ لس‌آنجلس همین بس بود که سید روح‌الله خمینی، ایالات متحده آمریکا را «شیطان بزرگ» خوانده بود. ضمناً المپیک ۱۹۸۴ توسط شوروی و متحدانش تحریم شده بود.
از لحاظ رتبه ایران در ۱۹ دوره شرکت در بازی‌های تابستانی المپیک؛ المپیک ۲۰۱۲ لندن رتبه ۱۲ جهان؛ المپیک ۱۹۵۶ ملبورن رتبه ۱۴ و سپس المپیک ۱۹۶۸ مکزیکو سیتی رتبه ۱۹؛ به ترتیب بهترین نتیجه ایران بوده است.
از لحاظ مدال آوری فارغ از رتبه‌بندی جهانی نیز المپیک ۲۰۱۲ لندن با ۷ طلا؛ مجموع ۱۳ مدال؛ سپس المپیک ۲۰۲۴ پاریس با ۳ طلا و ۶ نقره؛ مجموع ۱۲ مدال؛ به ترتیب بهترین نتیجه تاریخ المپیک این کشور بوده است.
پرافتخارترین ورزش ایران در بازی‌های المپیک، کشتی (۵۵ مدال) و وزنه‌برداری (۲۰ مدال) است.

## جدول مدال‌های ایران در المپیک

### المپیک تابستانی

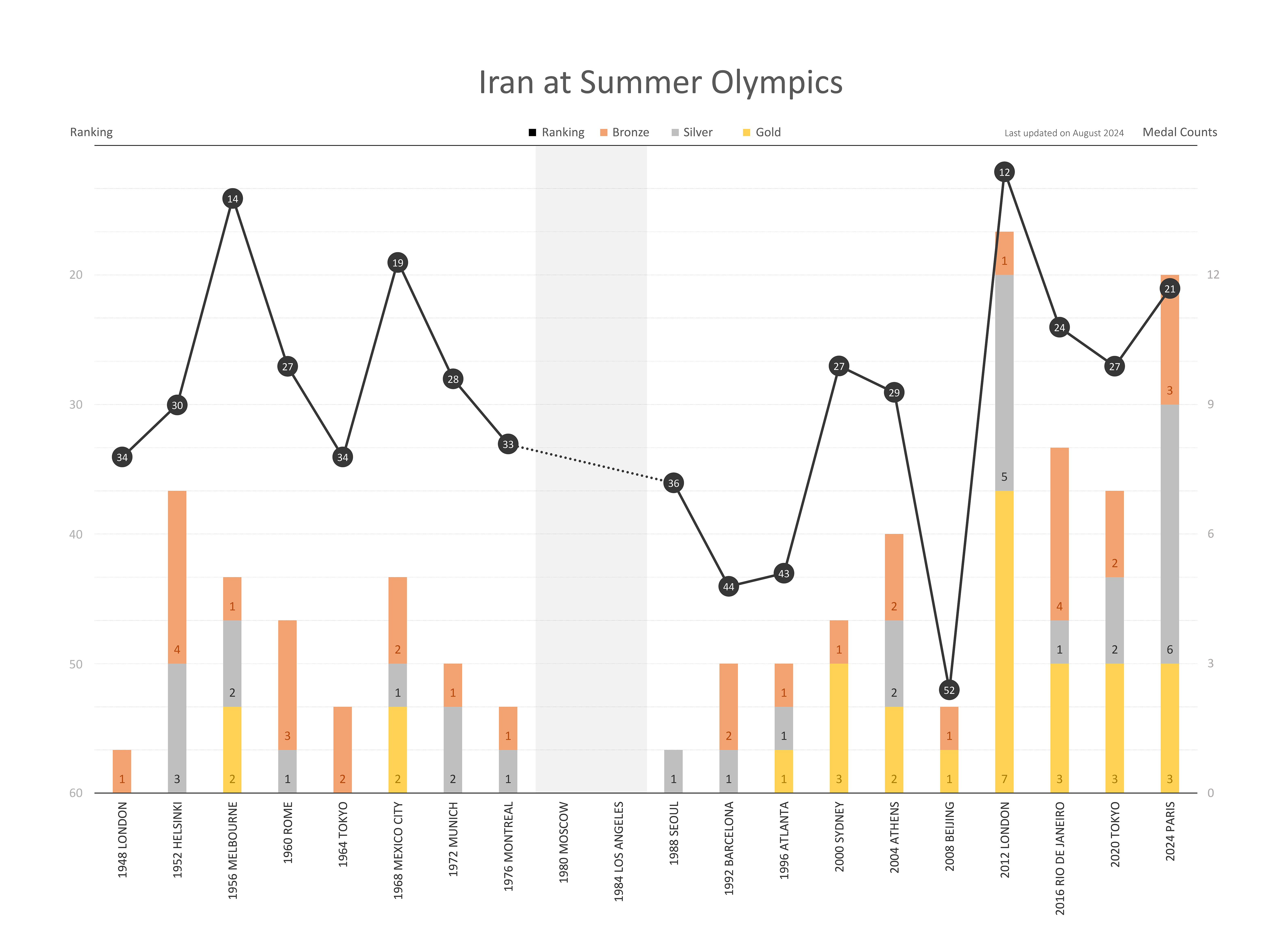
عملکرد کاروان ورزشکاران ایران؛ در دوره‌های مختلف المپیک تابستانی

استان‌های ایران بر اساس تعداد ورزشکارانی که مدال طلای المپیک‌های مختلف را کسب کردند. استان مازندران با هشت مدال‌آور طلا بیشترین تعداد را داراست.

| المپیک          | طلا                                                                             | نقره                                                                            | برنز                                                                            | مجموع                                                                           | رتبه                                                                            |
| ۱۸۹۶ آتن        | شرکت نداشت                                                                      | شرکت نداشت                                                                      | شرکت نداشت                                                                      | شرکت نداشت                                                                      | شرکت نداشت                                                                      |
| ۱۹۰۰ پاریس      | ۰                                                                               | ۰                                                                               | ۰                                                                               | ۰                                                                               | —                                                                               |
| ۱۹۰۴–۱۹۳۶       | شرکت نداشت                                                                      | شرکت نداشت                                                                      | شرکت نداشت                                                                      | شرکت نداشت                                                                      | شرکت نداشت                                                                      |
| ۱۹۴۸ لندن       | ۰                                                                               | ۰                                                                               | ۱                                                                               | ۱                                                                               | ۳۴                                                                              |
| ۱۹۵۲ هلسینکی    | ۰                                                                               | ۳                                                                               | ۴                                                                               | ۷                                                                               | ۳۰                                                                              |
| ۱۹۵۶ ملبورن     | ۲                                                                               | ۲                                                                               | ۱                                                                               | ۵                                                                               | ۱۴                                                                              |
| ۱۹۶۰ رم         | ۰                                                                               | ۱                                                                               | ۳                                                                               | ۴                                                                               | ۲۷                                                                              |
| ۱۹۶۴ توکیو      | ۰                                                                               | ۰                                                                               | ۲                                                                               | ۲                                                                               | ۳۴                                                                              |
| ۱۹۶۸ مکزیکوسیتی | ۲                                                                               | ۱                                                                               | ۲                                                                               | ۵                                                                               | ۱۹                                                                              |
| ۱۹۷۲ مونیخ      | ۰                                                                               | ۲                                                                               | ۱                                                                               | ۳                                                                               | ۲۸                                                                              |
| ۱۹۷۶ مونترآل    | ۰                                                                               | ۱                                                                               | ۱                                                                               | ۲                                                                               | ۳۳                                                                              |
| ۱۹۸۰ مسکو       | شرکت نکرد (تحریم کرد)                                                           | شرکت نکرد (تحریم کرد)                                                           | شرکت نکرد (تحریم کرد)                                                           | شرکت نکرد (تحریم کرد)                                                           | شرکت نکرد (تحریم کرد)                                                           |
| ۱۹۸۴ لس‌آنجلس    | در این دوره ایران نخست نامزد میزبانی المپیک شد اما بعد ها شرکت نکرد (تحریم کرد) | در این دوره ایران نخست نامزد میزبانی المپیک شد اما بعد ها شرکت نکرد (تحریم کرد) | در این دوره ایران نخست نامزد میزبانی المپیک شد اما بعد ها شرکت نکرد (تحریم کرد) | در این دوره ایران نخست نامزد میزبانی المپیک شد اما بعد ها شرکت نکرد (تحریم کرد) | در این دوره ایران نخست نامزد میزبانی المپیک شد اما بعد ها شرکت نکرد (تحریم کرد) |
| ۱۹۸۸ سئول       | ۰                                                                               | ۱                                                                               | ۰                                                                               | ۱                                                                               | ۳۶                                                                              |
| ۱۹۹۲ بارسلون    | ۰                                                                               | ۱                                                                               | ۲                                                                               | ۳                                                                               | ۴۴                                                                              |
| ۱۹۹۶ آتلانتا    | ۱                                                                               | ۱                                                                               | ۱                                                                               | ۳                                                                               | ۴۳                                                                              |
| ۲۰۰۰ سیدنی      | ۳                                                                               | ۰                                                                               | ۱                                                                               | ۴                                                                               | ۲۷                                                                              |
| ۲۰۰۴ آتن        | ۲                                                                               | ۲                                                                               | ۲                                                                               | ۶                                                                               | ۲۹                                                                              |
| ۲۰۰۸ پکن        | ۱                                                                               | ۰                                                                               | ۱                                                                               | ۲                                                                               | ۵۲                                                                              |
| ۲۰۱۲ لندن       | ۷                                                                               | ۵                                                                               | ۱                                                                               | ۱۳                                                                              | ۱۲                                                                              |
| ۲۰۱۶ ریو        | ۳                                                                               | ۱                                                                               | ۴                                                                               | ۸                                                                               | ۲۵                                                                              |
| ۲۰۲۰ توکیو      | ۳                                                                               | ۲                                                                               | ۲                                                                               | ۷                                                                               | ۲۷                                                                              |
| ۲۰۲۴ پاریس      | ۳                                                                               | ۶                                                                               | ۳                                                                               | ۱۲                                                                              | ۲۱                                                                              |
| مجموع           | ۲۷                                                                              | ۲۹                                                                              | ۳۲                                                                              | ۸۸                                                                              | ۴۳                                                                              |

### مدال‌ها بر پایه ورزش
| مسابقات     | طلا | نقره | برنز | مجموع |
| ----------- | --- | ---- | ---- | ----- |
| کشتی        | ۱۳  | ۱۹   | ۲۳   | ۵۵    |
| وزنه‌برداری  | ۹   | ۶    | ۵    | ۲۰    |
| تکواندو     | ۳   | ۳    | ۴    | ۱۰    |
| تیراندازی   | ۱   | ۰    | ۰    | ۱     |
| کاراته      | ۱   | ۰    | ۰    | ۱     |
| دو و میدانی | ۰   | ۱    | ۰    | ۱     |
| مجموع       | ۲۷  | ۲۹   | ۳۲   | ۸۸    |

### مدال‌ها بر پایه استان محل تولد ورزشکاران
| استان محل تولد       | طلا | نقره | برنز | مجموع | ورزش‌ها                                         |
| -------------------- | --- | ---- | ---- | ----- | ---------------------------------------------- |
| استان مازندران       | ۸   | ۷    | ۴    | ۱۹    | کشتی، وزنه‌برداری                               |
| استان تهران          | ۶   | ۱۲   | ۱۳   | ۳۱    | کشتی، وزنه‌برداری، دو و میدانی، تکواندو، کاراته |
| استان اردبیل         | ۳   | ۲    | ۰    | ۵     | کشتی و وزنه‌برداری                              |
| استان خوزستان        | ۲   | ۱    | ۲    | ۵     | کشتی، وزنه‌برداری                               |
| استان کرمانشاه       | ۲   | ۱    | ۰    | ۳     | وزنه‌برداری، تکواندو                            |
| استان فارس           | ۲   | ۰    | ۰    | ۲     | کشتی                                           |
| استان اصفهان         | ۱   | ۱    | ۰    | ۲     | وزنه‌برداری، تکواندو                            |
| استان خراسان رضوی    | ۱   | ۰    | ۳    | ۴     | کشتی                                           |
| استان ایلام          | ۱   | ۰    | ۰    | ۱     | تیراندازی                                      |
| استان قزوین          | ۰   | ۲    | ۲    | ۴     | کشتی، تکواندو                                  |
| استان همدان          | ۰   | ۲    | ۰    | ۲     | کشتی                                           |
| استان گیلان          | ۰   | ۱    | ۲    | ۳     | وزنه‌برداری                                     |
| استان آذربایجان شرقی | ۰   | ۰    | ۳    | ۳     | کشتی، تکواندو                                  |
| استان بغداد          | ۰   | ۰    | ۱    | ۱     | وزنه‌برداری                                     |
| استان باکو           | ۰   | ۰    | ۱    | ۱     | کشتی                                           |
| استان البرز          | ۰   | ۰    | ۱    | ۱     | تکواندو                                        |
| مجموع                | ۲۷  | ۲۹   | ۳۲   | ۸۸    |                                                |

## ورزشکاران شرکت‌کننده در المپیک

### المپیک تابستانی
| رشته ورزشی            | ۱۹۰۰ |  | ۱۹۴۸ | ۱۹۵۲ | ۱۹۵۶ | ۱۹۶۰ | ۱۹۶۴ | ۱۹۶۸ | ۱۹۷۲ | ۱۹۷۶ |  | ۱۹۸۸ | ۱۹۹۲ | ۱۹۹۶ | ۲۰۰۰ | ۲۰۰۴ | ۲۰۰۸ | ۲۰۱۲ | ۲۰۱۶ | ۲۰۲۰ | ۲۰۲۴ | سال‌ها |
| --------------------- | ---- |  | ---- | ---- | ---- | ---- | ---- | ---- | ---- | ---- |  | ---- | ---- | ---- | ---- | ---- | ---- | ---- | ---- | ---- | ---- | ----- |
| ورزش‌های آبی، شیرجه    |      |  | ۵    |      |      |      | ۱    |      |      |      |  |      |      |      |      |      |      |      |      |      |      | ۲     |
| ورزش‌های آبی، شنا      |      |  |      |      |      |      | ۱    |      |      |      |  |      |      | ۱    | ۱    | ۱    | ۱    | ۱    | ۱    | ۱    | ۱    | ۹     |
| ورزش‌های آبی، واترپولو |      |  |      |      |      |      |      |      |      | ۱۱   |  |      |      |      |      |      |      |      |      |      |      | ۱     |
| تیر و کمان            |      |  |      |      |      |      |      |      |      |      |  |      |      |      |      |      | ۲    | ۲    | ۱    | ۱    | ۱    | ۵     |
| دو و میدانی           |      |  |      | ۱    | ۲    | ۱    | ۸    | ۱    | ۳    | ۴    |  | ۱    | ۲    | ۱    | ۱    | ۲    | ۶    | ۱۰   | ۱۰   | ۴    | ۲    | ۱۷    |
| بدمینتون              |      |  |      |      |      |      |      |      |      |      |  |      |      |      |      |      | ۱    |      |      | ۱    |      | ۲     |
| بسکتبال               |      |  | ۱۳   |      |      |      |      |      |      |      |  |      |      |      |      |      | ۱۲   |      |      | ۱۲   |      | ۳     |
| بوکس                  |      |  | ۸    | ۶    |      | ۴    | ۵    |      | ۵    | ۶    |  |      | ۶    | ۴    | ۵    | ۱    | ۳    | ۴    | ۱    | ۲    |      | ۱۴    |
| کانو و کایاک          |      |  |      |      |      |      |      |      |      |      |  |      |      |      | ۱    |      |      | ۴    | ۱    | ۱    | ۲    | ۵     |
| دوچرخه‌سواری جاده      |      |  |      |      |      |      | ۴    |      | ۴    | ۶    |  | ۶    | ۴    |      | ۲    | ۲    | ۳    | ۳    | ۳    | ۱    | ۱    | ۱۲    |
| دوچرخه‌سواری پیست      |      |  |      |      |      |      |      |      | ۴    | ۲    |  | ۲    | ۴    |      |      | ۲    |      |      |      |      |      | ۵     |
| سوارکاری              |      |  |      |      |      |      |      |      |      |      |  |      |      |      | ۱    |      |      |      |      |      |      | ۱     |
| شمشیربازی             | ۱    |  |      |      |      |      | ۴    |      | ۲    | ۱۳   |  |      |      |      |      |      |      | ۱    | ۲    | ۴    | ۴    | ۸     |
| فوتبال                |      |  |      |      |      |      | ۱۷   |      | ۱۹   | ۱۷   |  |      |      |      |      |      |      |      |      |      |      | ۳     |
| والیبال               |      |  |      |      |      |      |      |      |      |      |  |      |      |      |      |      |      |      | ۱۲   | ۱۲   |      | ۲     |
| ژیمناستیک             |      |  |      |      |      |      | ۲    |      |      |      |  |      |      |      |      |      |      |      |      |      | ۱    | ۲     |
| جودو                  |      |  |      |      |      |      |      |      |      |      |  |      |      | ۱    | ۳    | ۷    | ۶    | ۲    | ۳    |      |      | ۶     |
| روئینگ                |      |  |      |      |      |      |      |      |      |      |  |      |      |      |      |      | ۲    |      |      | ۱    | ۳    | ۳     |
| تیراندازی             |      |  | ۳    |      |      | ۱    | ۴    |      |      | ۴    |  |      |      | ۱    | ۱    | ۱    |      | ۳    | ۵    | ۶    | ۴    | ۱۱    |
| تنیس روی میز          |      |  |      |      |      |      |      |      |      |      |  |      | ۱    |      | ۱    | ۱    | ۱    | ۲    | ۳    | ۱    | ۳    | ۸     |
| تکواندو               |      |  |      |      |      |      |      |      |      |      |  | ۴    | ۳    |      | ۲    | ۲    | ۳    | ۳    | ۴    | ۳    | ۴    | ۹     |
| وزنه‌برداری            |      |  | ۵    | ۷    | ۷    | ۷    | ۵    | ۴    | ۳    | ۷    |  |      | ۵    |      | ۶    | ۶    | ۳    | ۶    | ۵    | ۲    | ۲    | ۱۶    |
| کشتی                  |      |  | ۷    | ۸    | ۸    | ۱۲   | ۱۲   | ۹    | ۱۴   | ۱۷   |  | ۱۵   | ۱۶   | ۱۰   | ۱۱   | ۱۳   | ۱۲   | ۱۳   | ۱۲   | ۱۱   | ۱۲   | ۱۸    |
| سنگ‌نوردی              |      |  |      |      |      |      |      |      |      |      |  |      |      |      |      |      |      |      |      |      | ۱    | ۱     |
| کاراته                |      |  |      |      |      |      |      |      |      |      |  |      |      |      |      |      |      |      |      | ۳    |      | ۱     |
| مجموع                 | ۱    |  | ۳۶   | ۲۲   | ۱۷   | ۲۵   | ۶۳   | ۱۴   | ۵۰   | ۸۶   |  | ۲۷   | ۴۰   | ۱۸   | ۳۵   | ۳۸   | ۵۵   | ۵۴   | ۶۳   | ۶۶   | ۴۱   | ۱۶۴   |

### المپیک زمستانی
| رشته ورزشی     | ۱۹۵۶ |  | ۱۹۶۴ | ۱۹۶۸ | ۱۹۷۲ | ۱۹۷۶ |  | ۱۹۹۸ | ۲۰۰۲ | ۲۰۰۶ | ۲۰۱۰ | ۲۰۱۴ | ۲۰۱۸ | سال‌ها |
| -------------- | ---- |  | ---- | ---- | ---- | ---- |  | ---- | ---- | ---- | ---- | ---- | ---- | ----- |
| اسکی آلپاین    | ۳    |  | ۴    | ۴    | ۴    | ۴    |  | ۱    | ۱    | ۱    | ۳    | ۳    | ۱    | ۱۱    |
| اسکی صحرانوردی |      |  |      |      |      |      |  |      | ۱    | ۱    | ۱    | ۲    | ۱    | ۵     |
| مجموع          | ۳    |  | ۴    | ۴    | ۴    | ۴    |  | ۱    | ۲    | ۲    | ۴    | ۵    | ۲    | ۳۵    |

## برندگان مدال طلا

### کشتی آزاد

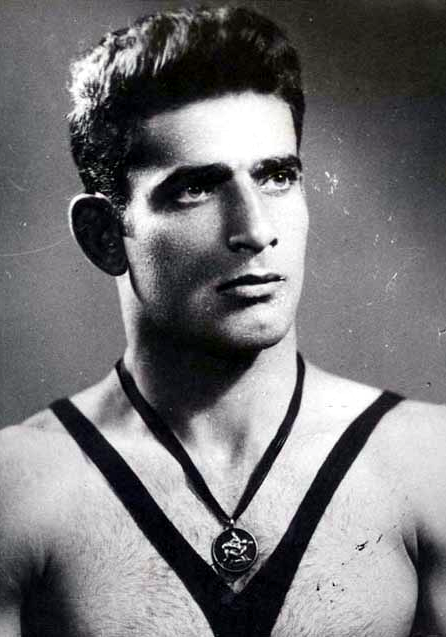
امامعلی حبیبی، کشتی‌گیر مازندرانی، نخستین فرد ایرانی بود که در المپیک ملبورن به مدال طلا دست یافت.

- طلا امامعلی حبیبی: ۶۷ کیلوگرم – ۱۹۵۶ ملبورن (نخستین مدال طلای ایران در بازی‌های المپیک)
- طلا غلامرضا تختی: ۸۷ کیلوگرم – ۱۹۵۶ ملبورن
- طلا عبدالله موحد: ۷۰ کیلوگرم – ۱۹۶۸ مکزیکوسیتی
- طلا رسول خادم: ۹۰ کیلوگرم – ۱۹۹۶ آتلانتا
- طلا علیرضا دبیر: ۵۸ کیلوگرم – ۲۰۰۰ سیدنی
- طلا کمیل قاسمی:۱۲۰ کیلوگرم – ۲۰۱۲ لندن
- طلا حسن یزدانی: ۷۴ کیلوگرم – ۲۰۱۶ ریو

### کشتی فرنگی
- طلا حمید سوریان: ۵۵ کیلوگرم – ۲۰۱۲ لندن
- طلا امید نوروزی: ۶۰ کیلوگرم – ۲۰۱۲ لندن
- طلا قاسم رضایی: ۹۶ کیلوگرم – ۲۰۱۲ لندن
- طلا محمدرضا گرایی: ۶۷ کیلوگرم – ۲۰۲۰ توکیو
- طلا محمدهادی ساروی: ۹۷ کیلوگرم – ۲۰۲۴ پاریس
- طلا سعید اسماعیلی: ۶۷ کیلوگرم – ۲۰۲۴ پاریس

### وزنه‌برداری
- طلا محمد نصیری: ۵۶ کیلوگرم – ۱۹۶۸ مکزیکوسیتی
- طلا حسین توکلی: ۱۰۵ کیلوگرم – ۲۰۰۰ سیدنی
- طلا حسین رضازاده: ۱۰۵+ کیلوگرم – ۲۰۰۰ سیدنی (رکورد المپیک)
- طلا حسین رضازاده: ۱۰۵+ کیلوگرم – ۲۰۰۴ آتن (رکورد المپیک)
- طلا سعید محمدپور: ۹۴ کیلوگرم – ۲۰۱۲ لندن
- طلا بهداد سلیمی: ۱۰۵+ کیلوگرم – ۲۰۱۲ لندن
- طلا نواب نصیرشلال: ۱۰۵ کیلوگرم – ۲۰۱۲ لندن
- طلا کیانوش رستمی: ۸۵ کیلوگرم – ۲۰۱۶ ریو
- طلا سهراب مرادی: ۹۴ کیلوگرم – ۲۰۱۶ ریو

### تکواندو

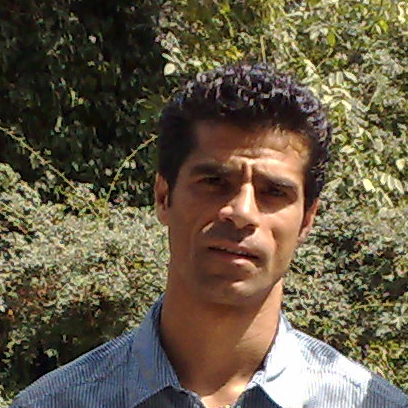
هادی ساعی؛ تکواندوکار ایرانی. او با دو مدال طلا و یک مدال برنز، دارندهٔ عنوان پرافتخارترین ورزشکار ایران در بازی‌های المپیک است.

- طلا هادی ساعی: ۶۸ کیلوگرم – ۲۰۰۴ آتن[۶]
- طلا هادی ساعی: ۸۰ کیلوگرم – ۲۰۰۸ پکن[۷]
- طلا آرین سلیمی: ۸۰ کیلوگرم – ۲۰۲۴ پاریس

### تیراندازی
- طلا جواد فروغی: تپانچه بادی ۱۰ متر – ۲۰۲۰ توکیو

### کاراته
- طلا سجاد گنج‌زاده: ۷۵+ کیلوگرم – ۲۰۲۰ توکیو

## برندگان مدال نقره

### کشتی آزاد
- نقره ناصر گیوه‌چی: ۶۲ کیلوگرم – ۱۹۵۲ هلسینکی
- نقره غلامرضا تختی: ۷۹ کیلوگرم – ۱۹۵۲ هلسینکی
- نقره محمدعلی خجسته‌پور: ۵۲ کیلوگرم – ۱۹۵۶ ملبورن
- نقره مهدی یعقوبی: ۵۷ کیلوگرم – ۱۹۵۶ ملبورن
- نقره غلامرضا تختی: ۸۷ کیلوگرم – ۱۹۶۰ رم
- نقره منصور برزگر: ۷۴ کیلوگرم – ۱۹۷۶ مونترآل
- نقره عسکری محمدیان: ۵۷ کیلوگرم – ۱۹۸۸ سئول
- نقره عسکری محمدیان: ۶۲ کیلوگرم – ۱۹۹۲ بارسلون
- نقره عباس جدیدی: ۱۰۰ کیلوگرم – ۱۹۹۶ آتلانتا
- نقره مسعود مصطفی جوکار: ۶۰ کیلوگرم – ۲۰۰۴ آتن
- نقره علیرضا رضائی: ۱۲۰ کیلوگرم – ۲۰۰۴ آتن
- نقره صادق گودرزی: ۷۴ کیلوگرم – ۲۰۱۲ لندن
- نقره کمیل قاسمی: ۱۲۵ کیلوگرم – ۲۰۱۶ ریو
- نقره حسن یزدانی: ۸۶ کیلوگرم – ۲۰۲۰ توکیو
- نقره حسن یزدانی: ۸۶ کیلوگرم – ۲۰۲۴ پاریس
- نقره امیرحسین زارع: ۱۲۵ کیلوگرم – ۲۰۲۴ پاریس
- نقره رحمان عموزاد: ۶۵ کیلوگرم – ۲۰۲۴ پاریس

### کشتی فرنگی
- نقره رحیم علی‌آبادی: ۴۸ کیلوگرم – ۱۹۷۲ مونیخ
- نقره علیرضا مهمدی: ۸۷ کیلوگرم – ۲۰۲۴ پاریس

### وزنه‌برداری

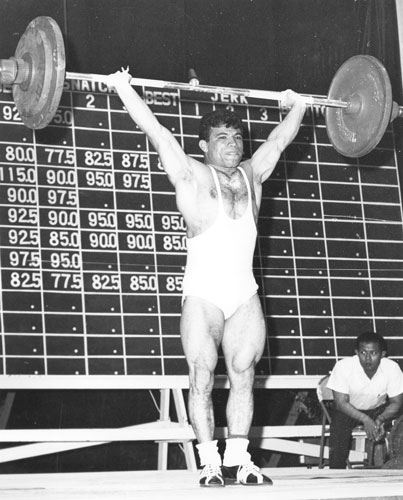
محمد نصیری، وزنه‌بردار ۵۶ کیلوگرم، تنها ایرانی است که هر سه مدال طلا، نقره و برنز را در المپیک بدست آورد.

- نقره محمود نامجوی: ۵۶ کیلوگرم – ۱۹۵۲ هلسینکی
- نقره پرویز جلایر: ۶۷٫۵ کیلوگرم – ۱۹۶۸ مکزیکوسیتی
- نقره محمد نصیری: ۵۶ کیلوگرم – ۱۹۷۲ مونیخ
- نقره سجاد انوشیروانی: ۱۰۵+ کیلوگرم – ۲۰۱۲ لندن
- نقره کیانوش رستمی: ۸۵ کیلوگرم – ۲۰۱۲ لندن
- نقره علی داوودی: ۱۰۹+ کیلوگرم – ۲۰۲۰ توکیو

### تکواندو
- نقره محمد باقری معتمد: ۶۸ کیلوگرم – ۲۰۱۲ لندن
- نقره ناهید کیانی: ۵۷ کیلوگرم – ۲۰۲۴ پاریس (نخستین مدال نقره زنان ایران در بازی‌های المپیک)
- نقره مهران برخورداری: ۸۰ کیلوگرم – ۲۰۲۴ پاریس

### دو و میدانی
- نقره احسان حدادی: پرتاب دیسک – ۲۰۱۲ لندن

## برندگان مدال برنز

### کشتی آزاد
- برنز محمود ملاقاسمی: ۵۲ کیلوگرم – ۱۹۵۲ هلسینکی
- برنز جهانبخت توفیق: ۶۷ کیلوگرم – ۱۹۵۲ هلسینکی
- برنز عبدالله مجتبوی: ۷۳ کیلوگرم – ۱۹۵۲ هلسینکی
- برنز ابراهیم سیف‌پور: ۵۲ کیلوگرم – ۱۹۶۰ رم
- برنز علی‌اکبر حیدری: ۵۲ کیلوگرم – ۱۹۶۴ توکیو
- برنز محمدعلی صنعتکاران: ۷۸ کیلوگرم – ۱۹۶۴ توکیو
- برنز ابوطالب طالبی: ۵۷ کیلوگرم – ۱۹۶۸ مکزیکوسیتی
- برنز شمس‌الدین سید عباسی: ۶۳ کیلوگرم – ۱۹۶۸ مکزیکوسیتی
- برنز ابراهیم جوادی‌پور: ۴۸ کیلوگرم – ۱۹۷۲ مونیخ
- برنز امیررضا خادم: ۷۴ کیلوگرم – ۱۹۹۲ بارسلون
- برنز رسول خادم: ۸۲ کیلوگرم – ۱۹۹۲ بارسلون
- برنز امیررضا خادم: ۸۲ کیلوگرم – ۱۹۹۶ آتلانتا
- برنز علیرضا حیدری: ۹۶ کیلوگرم – ۲۰۰۴ آتن
- برنز مراد محمدی: ۶۰ کیلوگرم – ۲۰۰۸ پکن[۸]
- برنز احسان لشگری: ۸۴ کیلوگرم – ۲۰۱۲ لندن
- برنز حسن رحیمی: ۵۷ کیلوگرم – ۲۰۱۶ ریو
- برنز امیرحسین زارع: ۱۲۵ کیلوگرم – ۲۰۲۰ توکیو
- برنز امیرعلی آذرپیرا: ۹۷ کیلوگرم – ۲۰۲۴ پاریس

### کشتی فرنگی
- برنز محمد پذیرایی: ۵۲ کیلوگرم – ۱۹۶۰ رم
- برنز سعید عبدولی: ۷۵ کیلوگرم – ۲۰۱۶ ریو
- برنز قاسم رضایی: ۹۸ کیلوگرم – ۲۰۱۶ ریو
- برنز محمدهادی ساروی: ۹۷ کیلوگرم – ۲۰۲۰ توکیو
- برنز امین میرزازاده: ۱۲۵ کیلوگرم – ۲۰۲۴ پاریس

### وزنه‌برداری
- برنز جعفر سلماسی: ۶۰ کیلوگرم – ۱۹۴۸ لندن (نخستین مدال ایران در بازی‌های المپیک)
- برنز علی میرزایی: ۵۶ کیلوگرم – ۱۹۵۲ هلسینکی
- برنز محمود نامجوی: ۵۶ کیلوگرم – ۱۹۵۶ ملبورن
- برنز اسماعیل علم‌خواه: ۵۶ کیلوگرم – ۱۹۶۰ رم
- برنز محمد نصیری: ۵۲ کیلوگرم – ۱۹۷۶ مونترآل

### تکواندو
- برنز هادی ساعی: ۶۸ کیلوگرم - ۲۰۰۰ سیدنی
- برنز یوسف کرمی: ۸۰ کیلوگرم – ۲۰۰۴ آتن
- برنز کیمیا علیزاده: ۵۷ کیلوگرم – ۲۰۱۶ ریو (نخستین مدال زنان ایران در بازی‌های المپیک)
- برنز مبینا نعمت‌زاده: ۴۹ کیلوگرم – ۲۰۲۴ پاریس

## ورزشکاران بر پایه مدال

### ورزشکاران با بیش از یک مدال
| ورزشکار        | طلا | نقره | برنز | جمع |
| -------------- | --- | ---- | ---- | --- |
| هادی ساعی      | ۲   | ۰    | ۱    | ۳   |
| حسین رضازاده   | ۲   | ۰    | ۰    | ۲   |
| غلامرضا تختی   | ۱   | ۲    | ۰    | ۳   |
| حسن یزدانی     | ۱   | ۲    | ۰    | ۳   |
| محمد نصیری     | ۱   | ۱    | ۱    | ۳   |
| کیانوش رستمی   | ۱   | ۱    | ۰    | ۲   |
| کمیل قاسمی     | ۱   | ۱    | ۰    | ۲   |
| رسول خادم      | ۱   | ۰    | ۱    | ۲   |
| قاسم رضایی     | ۱   | ۰    | ۱    | ۲   |
| محمدهادی ساروی | ۱   | ۰    | ۱    | ۲   |
| عسکری محمدیان  | ۰   | ۲    | ۰    | ۲   |
| محمود نامجوی   | ۰   | ۱    | ۱    | ۲   |
| امیرحسین زارع  | ۰   | ۱    | ۱    | ۲   |
| امیررضا خادم   | ۰   | ۰    | ۲    | ۲   |

### دارندگان یک مدال
| طلا | نقره | برنز |
| --- | --- | --- |
| امامعلی حبیبی عبدالله موحد علیرضا دبیر حسین توکلی حمید سوریان امید نوروزی سعید محمدپور نواب نصیرشلال بهداد سلیمی سهراب مرادی جواد فروغی محمدرضا گرایی سجاد گنج‌زاده سعید اسماعیلی آرین سلیمی | ناصر گیوه‌چی محمدعلی خجسته‌پور محمدمهدی یعقوبی پرویز جلایر رحیم علی‌آبادی منصور برزگر عباس جدیدی مسعود مصطفی جوکار علیرضا رضایی سجاد انوشیروانی احسان حدادی صادق گودرزی محمد باقری معتمد علی داوودی علیرضا مهمدی ناهید کیانی مهران برخورداری رحمان عموزاد | جعفر سلماسی محمود ملاقاسمی جهانبخت توفیق عبدالله مجتبوی علی میرزایی محمدابراهیم سیف‌پور محمد پذیرایی اسماعیل علم‌خواه محمدعلی صنعت‌کاران ابوطالب طالبی شمس‌الدین سیدعباسی ابراهیم جوادی علیرضا حیدری یوسف کرمی مراد محمدی احسان لشگری سعید عبدولی کیمیا علیزاده امین میرزازاده مبینا نعمت‌زاده امیرعلی آذرپیرا |

## جدول کل افتخار آفرینان ایران در المپیک
| ورزشکار            | طلا | نقره | برنز | مجموع |
| ------------------ | --- | ---- | ---- | ----- |
| هادی ساعی          | ۲   | ۰    | ۱    | ۳     |
| حسین رضازاده       | ۲   | ۰    | ۰    | ۲     |
| غلامرضا تختی       | ۱   | ۲    | ۰    | ۳     |
| حسن یزدانی         | ۱   | ۲    | ۰    | ۳     |
| محمد نصیری         | ۱   | ۱    | ۱    | ۳     |
| کیانوش رستمی       | ۱   | ۱    | ۰    | ۲     |
| کمیل قاسمی         | ۱   | ۱    | ۰    | ۲     |
| رسول خادم          | ۱   | ۰    | ۱    | ۲     |
| قاسم رضایی         | ۱   | ۰    | ۱    | ۲     |
| محمدهادی ساروی     | ۱   | ۰    | ۱    | ۲     |
| امامعلی حبیبی      | ۱   | ۰    | ۰    | ۱     |
| عبدالله موحد       | ۱   | ۰    | ۰    | ۱     |
| علیرضا دبیر        | ۱   | ۰    | ۰    | ۱     |
| حسین توکلی         | ۱   | ۰    | ۰    | ۱     |
| حمید سوریان        | ۱   | ۰    | ۰    | ۱     |
| امید نوروزی        | ۱   | ۰    | ۰    | ۱     |
| سعید محمدپور       | ۱   | ۰    | ۰    | ۱     |
| بهداد سلیمی        | ۱   | ۰    | ۰    | ۱     |
| سهراب مرادی        | ۱   | ۰    | ۰    | ۱     |
| نواب نصیرشلال      | ۱   | ۰    | ۰    | ۱     |
| جواد فروغی         | ۱   | ۰    | ۰    | ۱     |
| محمدرضا گرایی      | ۱   | ۰    | ۰    | ۱     |
| سجاد گنج‌زاده       | ۱   | ۰    | ۰    | ۱     |
| سعید اسماعیلی      | ۱   | ۰    | ۰    | ۱     |
| آرین سلیمی         | ۱   | ۰    | ۰    | ۱     |
| عسکری محمدیان      | ۰   | ۲    | ۰    | ۲     |
| محمود نامجوی       | ۰   | ۱    | ۱    | ۲     |
| امیرحسین زارع      | ۰   | ۱    | ۱    | ۲     |
| ناصر گیوه‌چی        | ۰   | ۱    | ۰    | ۱     |
| محمدعلی خجسته‌پور   | ۰   | ۱    | ۰    | ۱     |
| محمدمهدی یعقوبی    | ۰   | ۱    | ۰    | ۱     |
| پرویز جلایر        | ۰   | ۱    | ۰    | ۱     |
| رحیم علی‌آبادی      | ۰   | ۱    | ۰    | ۱     |
| منصور برزگر        | ۰   | ۱    | ۰    | ۱     |
| عباس جدیدی         | ۰   | ۱    | ۰    | ۱     |
| مسعود مصطفی جوکار  | ۰   | ۱    | ۰    | ۱     |
| علیرضا رضایی       | ۰   | ۱    | ۰    | ۱     |
| سجاد انوشیروانی    | ۰   | ۱    | ۰    | ۱     |
| احسان حدادی        | ۰   | ۱    | ۰    | ۱     |
| صادق گودرزی        | ۰   | ۱    | ۰    | ۱     |
| محمد باقری معتمد   | ۰   | ۱    | ۰    | ۱     |
| علی داوودی         | ۰   | ۱    | ۰    | ۱     |
| علیرضا مهمدی       | ۰   | ۱    | ۰    | ۱     |
| ناهید کیانی        | ۰   | ۱    | ۰    | ۱     |
| مهران برخورداری    | ۰   | ۱    | ۰    | ۱     |
| رحمان عموزاد       | ۰   | ۱    | ۰    | ۱     |
| امیررضا خادم       | ۰   | ۰    | ۲    | ۲     |
| جعفر سلماسی        | ۰   | ۰    | ۱    | ۱     |
| محمود ملاقاسمی     | ۰   | ۰    | ۱    | ۱     |
| جهانبخت توفیق      | ۰   | ۰    | ۱    | ۱     |
| عبدالله مجتبوی     | ۰   | ۰    | ۱    | ۱     |
| علی میرزایی        | ۰   | ۰    | ۱    | ۱     |
| محمدابراهیم سیف‌پور | ۰   | ۰    | ۱    | ۱     |
| محمد پذیرایی       | ۰   | ۰    | ۱    | ۱     |
| اسماعیل علم‌خواه    | ۰   | ۰    | ۱    | ۱     |
| محمدعلی صنعت‌کاران  | ۰   | ۰    | ۱    | ۱     |
| ابوطالب طالبی      | ۰   | ۰    | ۱    | ۱     |
| شمس‌الدین سیدعباسی  | ۰   | ۰    | ۱    | ۱     |
| ابراهیم جوادی      | ۰   | ۰    | ۱    | ۱     |
| علیرضا حیدری       | ۰   | ۰    | ۱    | ۱     |
| یوسف کرمی          | ۰   | ۰    | ۱    | ۱     |
| مراد محمدی         | ۰   | ۰    | ۱    | ۱     |
| احسان لشگری        | ۰   | ۰    | ۱    | ۱     |
| محمود ملاقاسمی     | ۰   | ۰    | ۱    | ۱     |
| سعید عبدولی        | ۰   | ۰    | ۱    | ۱     |
| حسن رحیمی          | ۰   | ۰    | ۱    | ۱     |
| کیمیا علیزاده      | ۰   | ۰    | ۱    | ۱     |
| امین میرزازاده     | ۰   | ۰    | ۱    | ۱     |
| مبینا نعمت‌زاده     | ۰   | ۰    | ۱    | ۱     |
| امیرعلی آذرپیرا    | ۰   | ۰    | ۱    | ۱     |

### مدال‌ها بر پایه ورزش
درصد مدال‌های المپیک هر ورزش نسبت به کل
| مسابقات     | طلا | نقره | برنز | جمع |
| ----------- | --- | ---- | ---- | --- |
| کشتی        | ۱۳  | ۱۹   | ۲۳   | ۵۵  |
| وزنه‌برداری  | ۹   | ۶    | ۵    | ۲۰  |
| تکواندو     | ۳   | ۳    | ۴    | ۱۰  |
| تیراندازی   | ۱   | ۰    | ۰    | ۱   |
| کاراته      | ۱   | ۰    | ۰    | ۱   |
| دو و میدانی | ۰   | ۱    | ۰    | ۱   |
| مجموع       | ۲۷  | ۲۹   | ۳۲   | ۸۸  |